# Tustin, California
Tustin este un oraș în comitatul Orange din statul California, Statele Unite, cu 70.871 locuitori (recensământ: 2006). Zona urbană are o suprafață de 29,5 km².

## Personalități
- James B. Utt (1899–1970), politician
- Rachel Kimsey (n. 1978), actriță
- Chris Chester (n. 1983), jucător de fotbal-american
- Sam Baker (n. 1985), jucător de fotbal-american
- Alyssa Valentine (n. 1990), voleibalistă
- Chris Benard (n. 1992), săritor triplu